# Ralph Selden Wornum
Ralph Selden Wornum (Londres, 1847- 14 de noviembre de 1910) fue un arquitecto británico.

## Biografía
Nacido en 1847, era hijo del historiador Ralph Nicholson Wornum. Estudió en la University College de Londres (1863) y entre 1864 y 1865 en el South Kensington Schools. De 1872 a 1873 amplió sus conocimientos viajando por Francia, Italia, Alemania y Holanda.
Trabajó en los despachos de los arquitectos Thomas Roger Smith y Edward Salomons (1873-1876), formando más tarde estudio conjunto con este último.
Fue admitido en la Royal Academy (1868) y el Royal Institute of British Architects (RIBA), ejerciendo de forma independiente a partir de 1888.
Construyó numerosas mansiones lujosas en Europa, incluyendo ejemplos notables como el arco de Le Domaine de Françon en Biarritz (1899). Tuvo actividad, entre otros lugares, en el norte de España, donde llevó a cabo diversos proyectos, entre ellos los del Palacio Real de Miramar (1893), el Palacio de los Hornillos (1904) o la casa del conde de Bassoco (1906). Destaca también el diseñó los jardines de Tylney Hall en Hampshire.

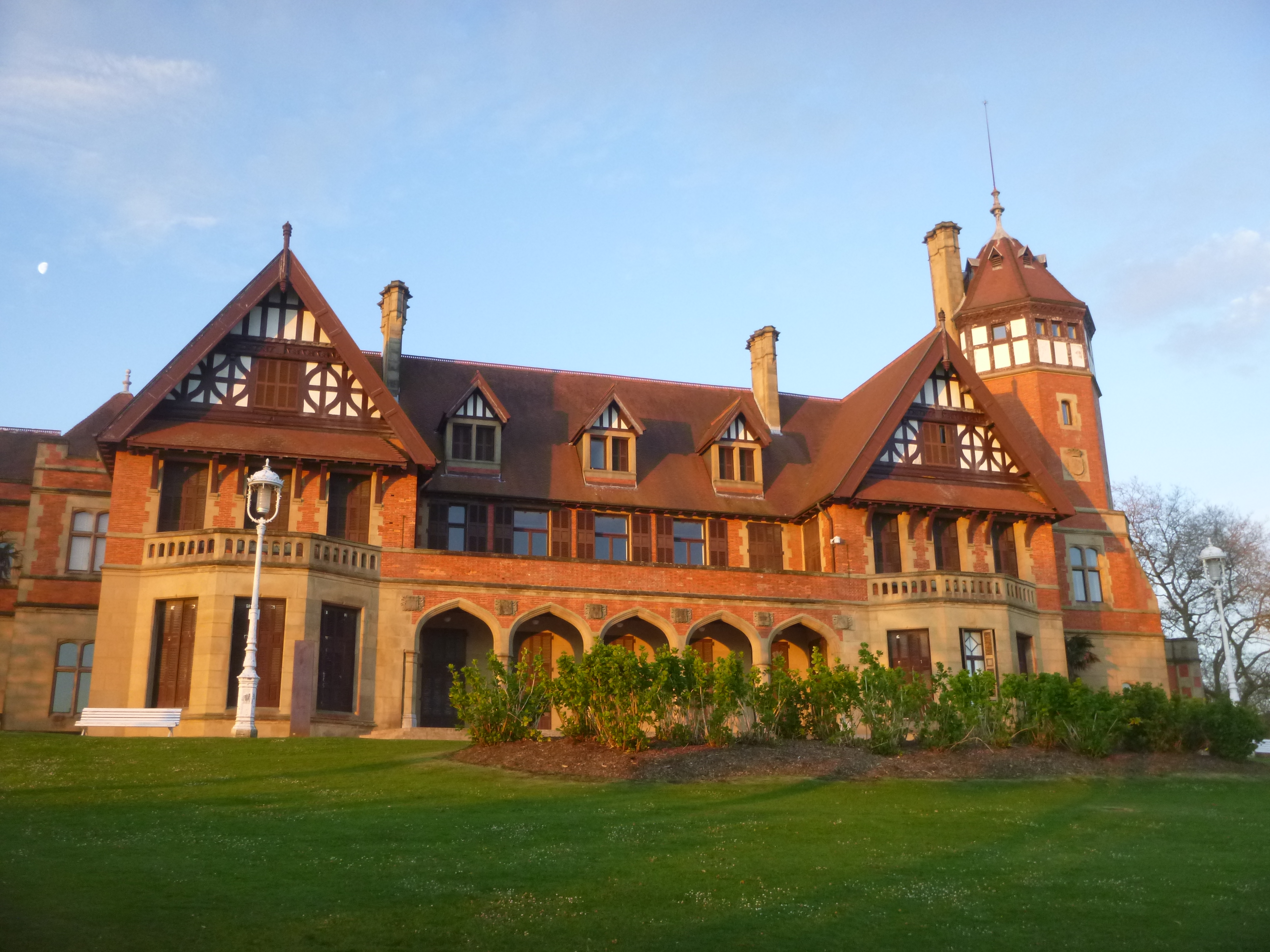
Palacio de Miramar.
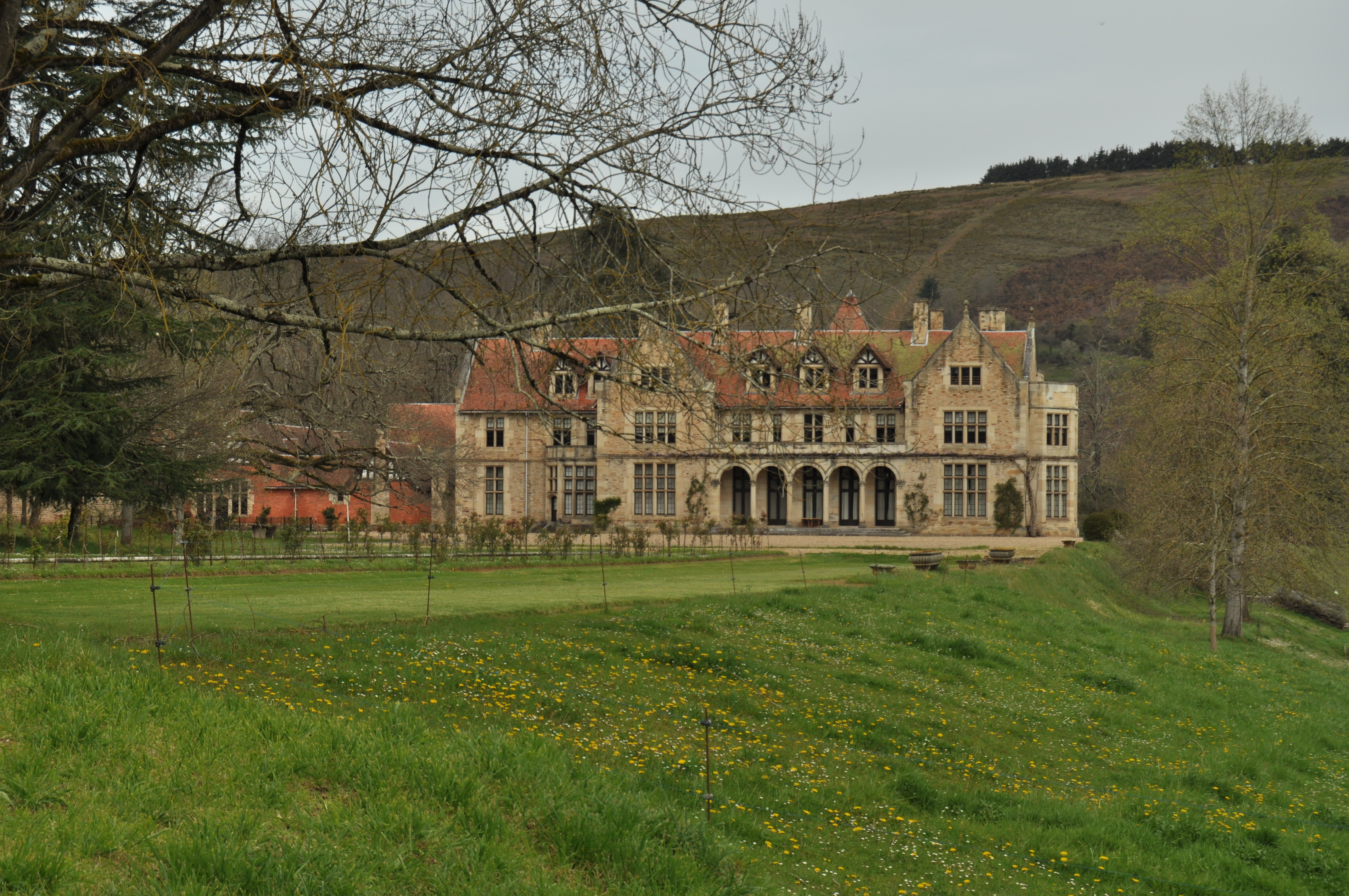
Palacio de Los Hornillos.
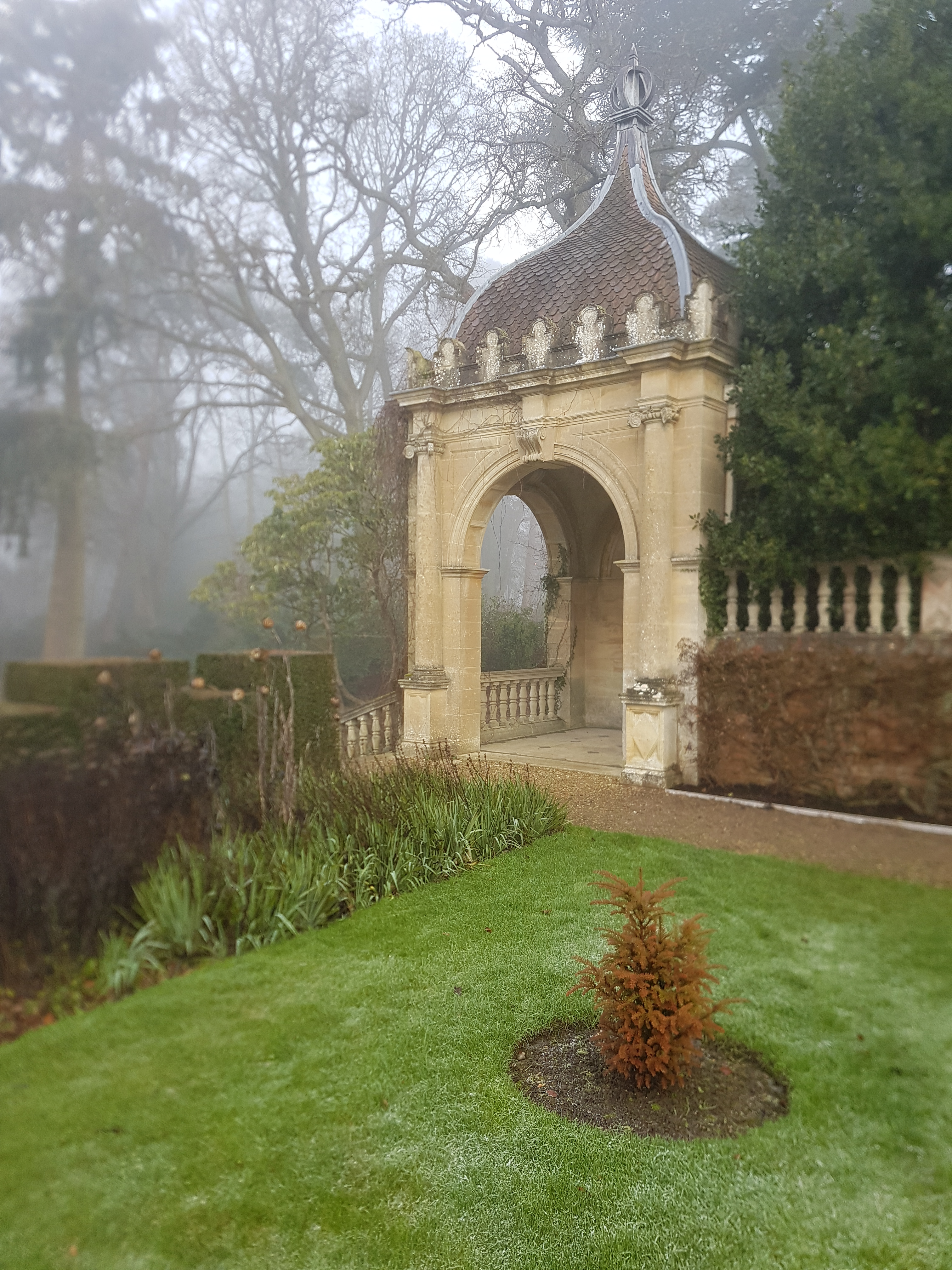
Tylney Hall Garden.

Aficionado a la música, le gustaba tocar el violín. Falleció en 1910, en concreto el día 14 de noviembre, en North Deal.